# Liste der Erzbischöfe von Warschau
Die folgenden Personen waren Erzbischöfe (bzw. bis 1818 Bischöfe) im Erzbistum Warschau:
- 1798–1804 Józef Miaskowski
  - 1806–1818 Ignacy Raczyński, Primas Poloniae (als Apostolischer Administrator)
- 1818–1819 Franciszek Skarbek-Malczewski, Primas des Kgrs Polen
- 1819–1823 Szczepan Hołowczyc, Primas des Kgrs Polen
- 1824–1827 Wojciech Skarszewski, Primas des Kgrs Polen
- 1828–1829 Jan Paweł Woronicz, Primas des Kgrs Polen
  - 1829–1831 Edward Czarnecki (als Apostolischer Administrator)
  - 1831–1833 Adam Paszkowicz (als Apostolischer Administrator)
  - 1833–1837 Paweł Straszyński (als Kapitularvikar)
- 1836–1838 Stanisław Kostka Choromański
  - 1838–1844 Tomasz Chmielewski (als Kapitularvikar)
- 1844–1856 Antoni Melchior Fijałkowski (als Apostolischer Administrator)
- 1856–1861 Antoni Melchior Fijałkowski
- 1862–1883 Zygmunt Szczęsny Feliński, hl.
  - 1863–1865 Paweł Rzewuski (als Generalvikar)
  - 1865–1877 Stanisław Kostka Zwoliński (als Administrator)
  - 1877–1883 Antoni Franciszek Ksawery Sotkiewicz (als Administrator)
- 1883–1912 Wincenty Teofil Popiel
  - 1912–1913 Kazimierz Ruszkiewicz (als Kapitularvikar)
- 1913–1938 Aleksander Kardinal Kakowski, Primas des Kgrs Polen
  - 1939–1942 Stanisław Gall (als Kapitularvikar, ab 1940 als Administrator)
  - 1942–1946 Antoni Władysław Szlagowski (als Kapitularvikar)
- 1946–1948 August Kardinal Hlond, SDB, Primas Poloniae (Personalunion mit Erzbistum Gnesen)
  - 1948–1949 Zygmunt Choromański (als Kapitularvikar)
- 1948–1981 Stefan Kardinal Wyszyński, Primas Poloniae (Personalunion mit Erzbistum Gnesen)
  - 1981 Władysław Miziołek (als Kapitularvikar)
- 1981–2007 Józef Kardinal Glemp, Primas Poloniae bis 2009 (Personalunion mit Erzbistum Gnesen bis 1992)
- 2007 Stanisław Wielgus
- 2007–2024 Kazimierz Kardinal Nycz
- seit 2024 Adrian Józef Galbas SAC